# Franse Ritus
De Franse Ritus of Moderne Ritus is een ritus die gebruikt wordt in de vrijmetselarij.

## Geschiedenis
Deze ritus is ontstaan in Frankrijk in 1783 in de schoot van de Grand Orient de France.  Oorspronkelijk was hij geconcipieerd in vijf graden, waarvan drie in de symbolische basisgraden, en twee in de hogere graden.  Uiteindelijk is de ritus ontwikkeld met zeven graden, waarvan drie in de symbolische basisgraden en vier in de hogere graden.  Deze ritus werd voor het eerst gepubliceerd in 1801.
De symboliek die verwerkt is in deze ritus steunt sterk op de Rozenkruiserssymboliek.  Verder worden er elementen gebruikt die reeds in zwang waren bij de Engelse Moderns, die tot 1813 de plak zwaaiden in de Grand Lodge of England alvorens deze grootloge met de Engelse Antients fusioneerde tot de United Grand Lodge of England.  Ook zijn er elementen van de Franse historische broederbeweging Compagnonnage in terug te vinden.
In 1877 werd de ritus ingrijpend hervormd.  De elementen die teruggingen op de Franse Compagnonnage werden grotendeels verwijderd.
De ritus wordt vooral in Frankrijk gebruikt.  Een grote meerderheid van de loges die behoren tot de Grand Orient de France hanteren deze ritus.  Ook in andere grootloges wordt de ritus gebruikt, zoals de Grande Loge Nationale Française, vele Belgische grootloges en binnen de Nederlandse Orde van Vrijmetselaren onder het Hoofdkapittel der Hoge Graden in Nederland.

## Graden
- In de drie symbolische basisgraden:
  - 1. Leerling
  - 2. Gezel
  - 3. Meester

- In de hogere graden:
  - 4. uitverkozen meester
  - 5. Schots meester
  - 6. ridder van het rozenkruis
  - 7. soevereine prins van het rozenkruis